# 코알라 키드: 영웅의 탄생
《코알라 키드: 영웅의 탄생》은 2012년 1월 12일에 개봉한 대한민국의 3D 애니메이션 영화이다.

## 출연

### 한국어
- 태민(이태민): 쟈니 역
- 써니(이순규): 미란다 역
- 윤다훈(남광우): 하미쉬 역
- 장광: 퀸트 역

### 영어
- 롭 슈나이더: 쟈니 역
- 이본느 스트라호브스키: 미란다 역
- 브렛 매켄지: 하미쉬 역